# Literátské malířství

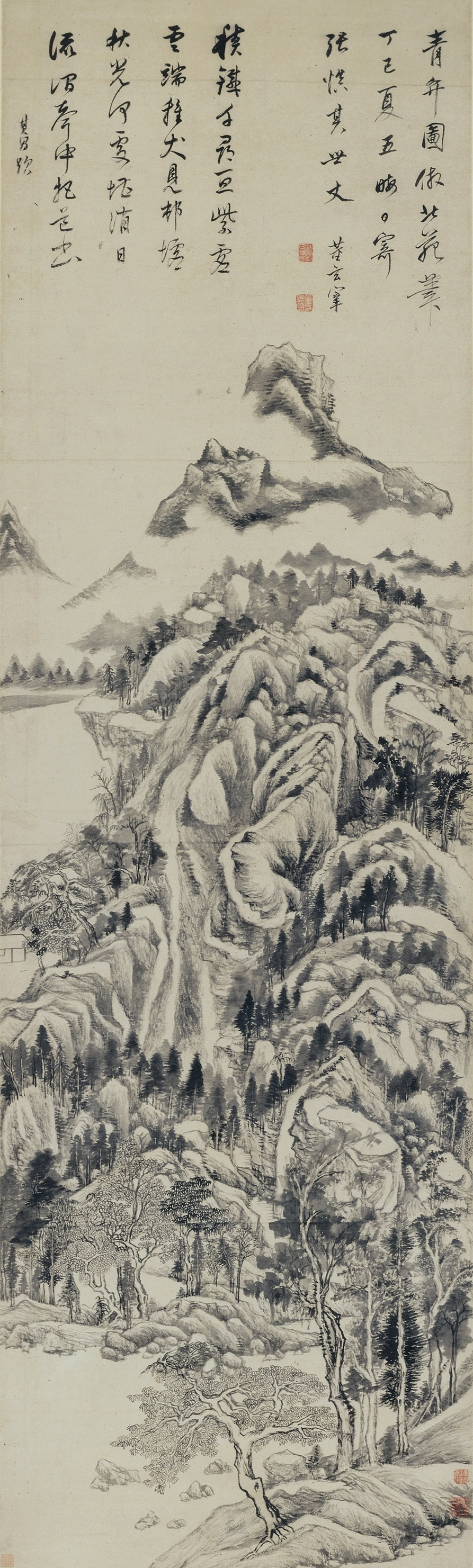
Tung Čchi-čchang, Hory Čching-pien ve stylu Tung Jüana, 1617, Cleveland Museum of Art

Literátské malířství (čínsky v českém přepisu wen-žen chua, pchin-jinem wénrénhuà, znaky zjednodušené 文人画, tradiční 文人畫) je termín určený k popisu tušové malby čínských vzdělanců a úředníků, tzv. džentry, provozované jako prostředek uměleckého sebevyjádření tvůrce snažícího se o postižení duchovní podstaty zobrazovaného. Malířství literátů začali čínští umělečtí kritici (počínaje Su Š’em) vydělovat jako samostatný směr zejména krajinomalby v 11. století, pojem wen-žen chua zavedl Tung Čchi-čchang (1555–1636).

## Historie a charakter
Pojem literátské malířství, wen-žen chua, zavedl mingský malíř a teoretik malířství Tung Čchi-čchang (1555–1636) jako označení pro neprofesionální tvorbu vzdělaných příslušníků džentry, jak úředníků, tak vzdělanců mimo státní službu, jejímž cílem bylo vyjádření postojů a názorů tvůrce. Malovali tuší, pouze jemně doplněnou barvami a jejich tušová malba měla blízký vztah ke kaligrafii.

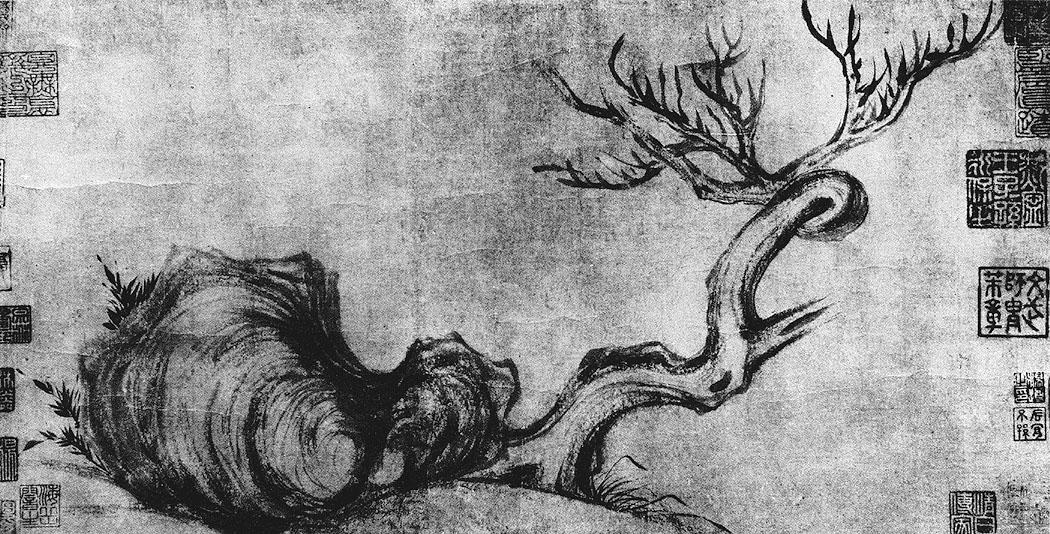
Su Š’, Uschlý strom a podivná skála

V užším smyslu slova termín označuje tvorbu skupiny malířů-úředníků kolem sungského umělce Su Š’a (1036–1101). Sám Su Š’ používal pojem „malířství úředníků“ (čínsky v českém přepisu š’-žen chua, pchin-jinem shìrénhuà, znaky zjednodušené 士人画, tradiční 士人畫) přičemž jako první vyzdvihl rozdíl mezi ničím neomezovanou tvorbou vzdělanců z touhy po sebevyjádření a ze záliby na straně jedné a na straně druhé profesionální „řemeslnou“ malbou členů malířské akademie a ostatních dvorských malířů (宮延畫家, kung-jen chua-ťia), svázanou oficiálními pravidly i vkusem panovníků a představitelů dvora. V pojetí Su Š’a se opravdové umění nemělo omezovat na zobrazování předloh, za cíl považoval intuitivní postižení vnitřní podstaty zobrazovaného. Přitom kladl důraz na spontánnost intuitivního uchopení skutečnosti umělcem i spontánnost tvůrčího aktu. Tvrdil též, že umělec by měl nejdříve hluboce prostudovat díla mistrů minulosti a na jejich základě dospět k vlastnímu originálními vyjádření svých myšlenek. Teoretické koncepce Su Š’a rozvíjeli jeho stoupenci, bratr Su Če, bratranci Čchao Pu-č’ a Čchao Šuo-č’, malíři Chuang Tching-ťien, Čchen Š’-tao a Mi Fu.
Tung Čchi-čchang ve svých teoretických pracích představil koncepci, podle níž se literátské malířství vydělilo už v 8. století jako tzv. „jižní škola“ v opozici proti „severní škole“ tíhnoucí k profesionální malbě líbivých děl na zakázku. Zakladatelem jižní školy byl podle něj tchangský umělec Wang Wej, malujicí své krajiny pouze tuší. Za pokračovatele tradice označil tchangské mistry Čang Caoa a Ťing Chaoa, Kuan Tchunga z období pěti dynastií, sungské umělce Kuo Čung-šua, Tung Jüana, Ťü-žana, Mi Fua a Mi Jou-žena, čtyři jüanské mistry a mingské Šen Čoua a Wen Čeng-minga. Za cíl umělce považoval ne zpodobení vnějšího vzhledu okolního světa, ale vystižení vnitřní, duchovní, podstaty zobrazovaného. Stejně jako Su Š’ zdůrazňoval nutnost studia mistrů minulosti a snahu o souznění s duchem jejich prací, současně však odmítal prosté kopírování jejich děl.